# Samborzec (gmina)
Samborzec – gmina wiejska w województwie świętokrzyskim, w powiecie sandomierskim. W latach 1975–1998 gmina położona była w województwie tarnobrzeskim.
Siedziba gminy to Samborzec.
Według danych z 31 grudnia 2010 gminę zamieszkiwało 8778 osób.

## Struktura powierzchni
Według danych z roku 2002 gmina Samborzec ma obszar 85,37 km², w tym:
- użytki rolne: 88%
- użytki leśne: 3%

Gmina stanowi 12,63% powierzchni powiatu.

## Demografia

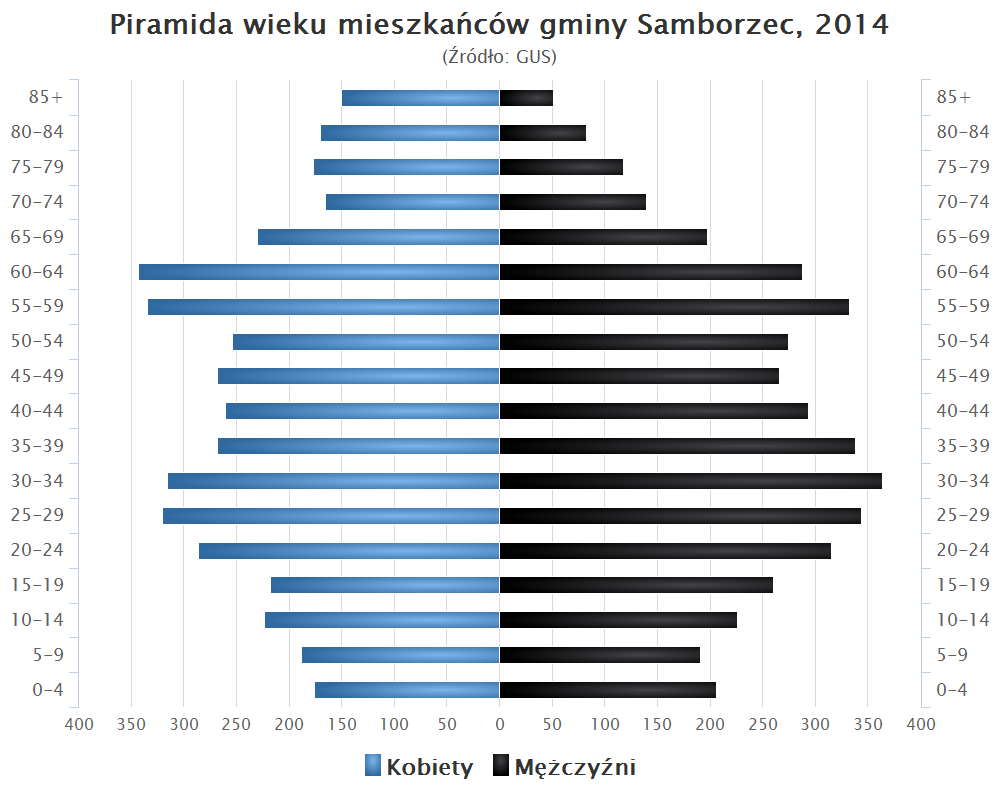
Piramida wieku mieszkańców gminy Samborzec w 2014 roku

Liczba ludności (dane z 31 grudnia 2010):
|        | Ogółem | Ogółem | Kobiety | Kobiety | Mężczyźni | Mężczyźni |
| osób   | %      | osób   | %       | osób    | %         |           |
| ------ | ------ | ------ | ------- | ------- | --------- | --------- |
| Ogółem | 8778   | 100    | 4447    | 50,66   | 4331      | 49,34     |
| Miasto | 0      | 0      | 0       | 0       | 0         | 0         |
| Wieś   | 8778   | 100    | 4447    | 50,66   | 4331      | 49,34     |

▶Wieś vs ▶miasto
Ogółem (▶k, ▶m)
Wieś (▶k, ▶m)

## Budżet
Rysunek 1.1 Dochody ogółem w Gminie Samborzec w latach 1995-2010 (w zł)
| WYSZCZEGÓLNIENIE               | J. m. | ROK         | ROK         | ROK         | ROK         | ROK          | ROK         | ROK          | ROK          | ROK          | ROK          | ROK          | ROK           | ROK           | ROK           | ROK           | ROK           |
| WYSZCZEGÓLNIENIE               | J. m. | 1995        | 1996        | 1997        | 1998        | 1999         | 2000        | 2001         | 2002         | 2003         | 2004         | 2005         | 2006          | 2007          | 2008          | 2009          | 2010          |
| ------------------------------ | ----- | ----------- | ----------- | ----------- | ----------- | ------------ | ----------- | ------------ | ------------ | ------------ | ------------ | ------------ | ------------- | ------------- | ------------- | ------------- | ------------- |
| Dochody ogółem                 | zł    | 3 223 703,- | 6 430 619,- | 8 560 157,- | 9 812 166,- | 9 608 776,-  | 9 272 438,- | 11 342 851,- | 10 921 414,- | 13 625 699,- | 13 216 209,- | 15 508 091,- | 14 075 496,39 | 16 063 753,37 | 18 068 886,64 | 20 186 041,09 | 23 341 640,59 |
| ZNAK                           | ±     | -           | -           | +           | -           | +            | -           | +            | -            | +            | +            | -            | -             | -             | -             | +             | +             |
| Nadwyżka/deficyt budżetowa(-y) | zł    | 109 293,-   | 144 505,-   | 309 751,-   | 90 046,-    | 440 334,-    | 162 775,-   | 453 836,-    | 263 891,-    | 151 626,-    | 2 433 296,-  | 565 748,-    | 244 333,82    | 513 967,80    | 632 562,16    | 267 373,65    | 2 768 550,83  |
| ZNAK                           | Σ     | =           | =           | =           | =           | =            | =           | =            | =            | =            | =            | =            | =             | =             | =             | =             | =             |
| Wydatki ogółem                 | zł    | 3 114 410,- | 6 286 114,- | 8 869 908,- | 9 722 120,- | 10 049 110,- | 9 109 663,- | 11 796 687,- | 10 657 523,- | 13 777 325,- | 15 649 505,- | 14 942 343,- | 13 831 162,57 | 15 549 785,57 | 17 436 324,48 | 20 453 414,74 | 26 110 191,42 |

 Rysunek 1.2 Wydatki ogółem w Gminie Samborzec w latach 1995-2010 (w zł)

Według danych z roku 2010 średni dochód na mieszkańca wynosił 2 659,11 zł (tj. – stan na 31 XII; przy 2 640,76 zł w zestawieniu na 30 VI); jednocześnie średnie wydatki na mieszkańca kształtowały się na poziomie 2 974,50 zł (tj. – stan na 31 XII; przy 2 953,98 zł w zestawieniu na 30 VI).

## Ochrona przyrody
Według Centralnego Rejestru Form Ochrony Przyrody na obszarze gminy znajduje się sześć pomników przyrody:
1. dąb szypułkowy, nr rejestru 610, rok wprowadzenia ochrony 1988, Skotniki
2. grupa drzew, nr rej. 609, 1988 r., Ostrołęka
3. grusza pospolita, nr rej. 465, 1991 r., Chobrzany
4. jesion wyniosły, nr rej. 611, 1988 r., Skotniki
5. lipa drobnolistna, nr rej. 655, 1997 r., Samborzec
6. wiąz górski, nr rej. 608, 1988 r., Złota

## Sołectwa
Andruszkowice, Bogoria Skotnicka, Bystrojowice, Chobrzany, Faliszowice, Gorzyczany, Jachimowice, Janowice, Kobierniki, Koćmierzów, Krzeczkowice, Łojowice, Milczany, Ostrołęka, Polanów, Ryłowice, Samborzec, Skotniki, Strączków, Strochcice, Szewce, Śmiechowice, Wielogóra, Zajeziorze, Zawierzbie, Zawisełcze, Złota, Żuków

## Sąsiednie gminy
Klimontów, Koprzywnica, Obrazów, Sandomierz, Tarnobrzeg